# My Immortal
My Immortal este al treilea single al formației rock Evanescence de pe albumul de debut „Fallen”. Datorită popularității în concerte, o nouă versiune a fost înregistrată și realizată la radio. La a 47-a ediție a premiilor Grammy cântecul a fost nominalizat la "Best Pop Perfomance" la categoria Grupuri sau duet.
Cântecul a fost pe locul șapte în SUA și Marea Britanie și numărul 1 în Portugalia; în Canada a debutat pe locul întâi și a petrecut mai mult de douăsprezece săptămâni în Top 5.
În America Latină cîntecul a fost pe #10 săptămîna în care clasamentul a fost creat, se presupune că piesa a primit #1

## Istorie
Cântecul a fost scris de cofondatorul formației Evanescence, chitaristul Ben Moody, împreună cu Amy Lee. La fel ca toate cântecele scrise de Moody, cuvintele se bazează pe o scurtă poveste pe care el a scris-o.
Există mai multe versiuni ale cântecului: o versiune demo din 1997-1998 (alte piese de pe Evanescence EP), care include câteva diferențe în cuvinte (versurile sunt scrise integral de Moody), una de pe primul album Demo Origin (Amy Lee recompune piesa și schimbă versurile), și una pe Fallen (la fel ca cea de pe Origin); versiunea Mystary EP (la fel ca versiunea formației, fără formație); și ""My Immortal (Versiunea formației). Versiuna radio cuprinde piesa cu finalul schimbat, cu chitare heavy și baterie. Această versiune a șofst utilizată în videoclip și a fost inclusă pe ediția nouă a albumului Fallen.

## Videoclipul
Videoclipul pentru „My Immortal” a fost filmat alb-negru în Barcelona (havuzul din video e un loc unde multi fani se opresc).
În tot videoclipul, Lee nu e văzută niciodată atingînd pămîntul. Cînd a fost întrebată despre acest lucru de un fan, Lee a răspuns că ea este o fantomă, un duh.
Într-un interviu cu Magazinul Rock Sound, Lee comentează conceptul video-ului:
„Știi asta? Cînd vezi videoclipul e întradevăr uimitor. Evident, l-am filmat înainte de plecarea lui Ben Boody și este o ironie amuzantă, cît sens are. Suntem toți separați hoinărind pe străyi ca și cum este ziu de după funeralii, cu Ben în taior cu picioarele goale, și eu niciodata nu am atins pămîntul. Eu sunt așezată pe o cabină de telefon sau culcată pe o mașină, să sugerez că sunt moartă, că cînt moartă. Totul este despre separare. Este aproape ca și cum directorul  a știut ce trebuie să se întîmple, dar el nu poate ști. Este doar unul din lucrurile sorții. ”—Amy Lee Rock Sound Magazine 